# Theodore McCarrick
Pour les articles homonymes, voir Carrick.
Theodore Edgar McCarrick, né le 7 juillet 1930 à New York (État de New York) et mort le 3 avril 2025 dans le comté de Jefferson (Missouri), est un ancien prélat catholique américain, archevêque émérite de Washington. Il est cardinal de 2001 à 2018.
Accusé d'abus sexuels sur mineurs et sur des séminaristes adultes, il est dégradé et exclu du Collège des cardinaux le 28 juillet 2018 puis dégradé de l'épiscopat et renvoyé de l'état clérical par le pape François, le 15 février 2019. En juillet 2021, McCarrick est inculpé d’agression sexuelle sur un adolescent, mais il est déclaré en 2023 inapte à subir un procès dû à la démence et meurt en 2025 sans qu'il ne soit jamais condamné.  

## Biographie
Enfant unique, McCarrick est né dans une famille irlando-américaine à New York de Theodore E. et Margaret T. (née McLaughlin) McCarrick. Son père était un capitaine de navire, mort de la tuberculose lorsque McCarrick avait trois ans, et sa mère a ensuite travaillé dans une usine de pièces automobiles dans le Bronx.
Enfant, McCarrick est enfant de chœur à l'église de l'Incarnation (en) à Washington Heights. Il est expulsé de l'école jésuite Xavier High School (en) dans sa première année pour des cours manqués.
Bien qu'ayant raté une année scolaire en raison de son expulsion, McCarrick, avec l'aide d'un ami de sa famille, entre à l'école préparatoire jésuite Fordham,. À Fordham, il est élu président du conseil étudiant et sert dans le programme ROTC pour l'armée de l'air des États-Unis.
Son année terminée, McCarrick part en Suisse, chez un riche ami d'école, pendant un an avant de retourner aux États-Unis et d'intégrer l'université Fordham.

### Formation
Après des études à l'école préparatoire à l'université Fordham, Theodore McCarrick obtient un baccalauréat ès arts au séminaire Saint-Joseph (en) de Yonkers dans l'État de New York et une maîtrise de la même institution en 1954.
Il est ordonné prêtre par Francis Spellman le 31 mai 1958 dans la ville de New York.
Il poursuit ses études à l'université catholique d'Amérique à Washington et obtient une seconde maîtrise et un doctorat en sociologie.
Il peut comprendre et parler sept langues, selon le Catholic Herald, soit l'anglais, le français, l'allemand, l'italien, l'espagnol, le latin et le grec,,.

### Prêtre
Comme prêtre, Theodore McCarrick a été chancelier de l'Université pontificale catholique de Porto Rico (en).
De 1965 à 1969, il préside l'université catholique de Puerto Rico.
En 1969, il revient à New York comme secrétaire personnel du cardinal Terence Cooke.
Theodore McCarrick a participé à des opérations humanitaires comme l'opération Babylift qui a permis le transport de près de 5 000 enfants vietnamiens vers les États-Unis à la fin de la guerre.

### Évêque
Nommé évêque auxiliaire de New York le 24 mai 1977, Theodore McCarrick est consacré le 29 juin suivant. Le 19 novembre 1981, il devient évêque de Metuchen (en) dans le New Jersey avant de devenir archevêque de Newark, dans le même État, le 30 mai 1986.
Le 21 novembre 2000, il est nommé archevêque de Washington, charge qu'il assume jusqu'au 16 mai 2006, date à laquelle le pape Benoît XVI accepte sa démission comme ayant atteint la limite d'âge de 75 ans pour la charge épiscopale. Donald Wuerl, évêque de Pittsburgh, lui succède à Washington.
En mars 2007, il devient conseiller pour le Center for Strategic and International Studies.
Au vu d'accusations de plus en plus précises qui pèsent sur lui et qui parviennent au pape, notamment le rapport de Carlo Maria Viganò, Secrétaire général du Gouvernorat de l'État de la Cité du Vatican, Benoît XVI impose au cardinal, à partir de 2009, de sévères restrictions de mouvement, lui interdisant, d'une part, de célébrer désormais la messe en public, et, d'autre part, même de circuler physiquement à l'intérieur du séminaire où il vit. Le pape François, en 2013, allégera ces peines disciplinaires imposées par Benoît XVI, mais, vu l'aggravation des charges et de nouvelles conclusions de l'enquête ecclésiastique, prendra à son tour des sanctions encore plus sévères.

### Cardinal
Theodore McCarrick est créé cardinal par Jean-Paul II avec le titre de cardinal-prêtre des Santi Nereo e Achilleo, titre cardinalice attaché à la basilique Santi Nereo e Achilleo, lors du consistoire du 21 février 2001.
Il participe au conclave de 2005 qui élit le pape Benoît XVI. Le 7 juillet 2010, ayant 80 ans révolus, il perd automatiquement sa qualité d'électeur et ne peut plus prendre part aux votes du conclave de 2013 qui élit le pape François.
Il est membre de la commission doctrinale qui examine les relations entre l'Église et les hommes politiques catholiques qui ont pris leurs distances à l'égard la doctrine sociale de l'Église.
Par ailleurs au sein de la curie romaine, il était membre du Conseil pontifical Justice et Paix, du Conseil pontifical pour la pastorale des migrants et des personnes en déplacement, du Conseil pontifical pour la promotion de l'unité des chrétiens et de la Commission pontificale pour l'Amérique latine.
Le pape François lui ayant fait suggérer d'offrir lui-même sa démission du Collège cardinalice, il s'exécute, et le pape accepte officiellement cette démission le 27 juillet 2018. Le 16 février 2019, le pape ôte à l'ex-cardinal tout caractère épiscopal et lui interdit, à vie, d'accomplir aucun acte sacerdotal (hormis l'administration du sacrement de pénitence et de réconciliation à une personne en danger de mort imminente). Son titre de cardinal lui est retiré.
Theodore McCarrick meurt le 3 avril 2025 dans le Missouri, âgé de 94 ans,, dix-huit jours avant le pape François.

## Abus sexuels et abus d'autorité

### Les alertes

#### Visite de Jean Paul II en 1994
En 1994, un prêtre écrit une lettre à l'évêque Edward T. Hughes, le successeur de McCarrick comme évêque de Metuchen, déclarant que McCarrick « l'avait touché de manière inappropriée ».
Toujours en 1994, le cardinal Agostino Cacciavillan, alors nonce papal aux États-Unis, reçoit un appel téléphonique d'une femme qui craignait qu'il n'y ait un scandale médiatique si le pape Jean-Paul II se rendait à Newark lors de sa visite de 1995 aux États-Unis en raison de « rumeurs sur le comportement de McCarrick avec les séminaristes ». Cacciavillan informe le cardinal John O'Connor, archevêque de New York, de l'appel de la femme. O'Connor mène alors une « investigation, une enquête » et conclut qu'« il n'y avait aucun obstacle à la visite du pape à Newark ». Personne n'en informe donc officiellement le Vatican. Selon les journalistes italiens Andrea Tornielli et Gianni Valente, le cardinal O'Connor s'est en fait « fortement opposé à l'idée de Jean-Paul II de récompenser McCarrick et le diocèse de Newark d'un arrêt lors de sa visite papale aux États-Unis en 1995 », mais que le secrétaire personnel de Jean-Paul II, Stanisław Dziwisz, a pu intercepter ces objections avant qu'elles n'atteignent le pape. Les auteurs suggèrent que c'était parce qu'en tant qu'évêque, McCarrick était un collecteur de fonds efficace pour les causes du pape, y compris les efforts anticommunistes en Pologne,.

#### Les alertes de Boniface Ramsey
En 2018, le prêtre Boniface Ramsey (en) déclare qu'il avait parlé de McCarrick en 1993 à Thomas C. Kelly (en), archevêque de Louisville. En 1986, il était au séminaire Immaculate Conception (en), de l'université Seton Hall, et McCarrick visitait régulièrement le séminaire, invitant des étudiants dans sa maison sur la plage. Ramsey se méfiait de l'archevêque, dont le comportement « le mettait mal à l'aise ».
En 2000, Ramsey écrit au nonce, Gabriel Montalvo Higuera, pour se plaindre du comportement de McCarrick,,,. La lettre est transmise à Leonardo Sandri, le substitut du Vatican pour les affaires générales. Ramsey affirme avoir essayé de parler de l'histoire de McCarrick avec le cardinal Edward Egan, alors archevêque de New York, mais qu'Egan « ne voulait pas l'entendre ».
En février 2019, le même mois où McCarrick est laïcisé par le Vatican, la photo d'une lettre datée du 11 octobre 2006 est publiée par les médias. Il s'agit d'une lettre de Leonardo Sandri à Ramsey lui demandant si un « certain prêtre » était lié aux faits reprochés à McCarrick. Ce courrier démontre alors que les plus hautes instances du Vatican étaient bel et bien au courant des agissements du cardinal depuis au moins novembre 2000.

#### Les alertes de Richard Sipe
Richard Sipe affirme que des séminaristes lui avaient parlé des soirées pyjama dans les maisons de plage avec l'archevêque dans les années 1980. À la suite de ces informations, Sipe écrit une lettre à Benoît XVI en 2008 disant que les activités de McCarrick « étaient largement connues depuis plusieurs décennies ». Il envoie aussi une lettre à l'évêque Robert W. McElroy en 2016 concernant l'inconduite sexuelle de McCarrick. McElroy lui demande alors de partager des éléments attestant ses allégations. Sipe se refuse à partager des informations documentaires spécifiques et nominatives. McElroy déclare alors que « les limites de sa volonté de partager des informations rendaient impossible de savoir ce qui était réel et ce qui était une rumeur ».

#### Rumeurs
Mike Kelly, journaliste du New Jersey Record, rapporte que lors d'une conversation avec le cardinal Joseph W. Tobin de Newark, celui-ci a déclaré qu'à peu près au moment où il est devenu archevêque de Newark, en 2016, il a entendu des « rumeurs » selon lesquelles McCarrick aurait couché avec des séminaristes, mais qu'il avait choisi de ne pas les croire, affirmant qu'à l'époque, l'histoire semblait trop incroyable (« incredulous ») pour être vraie. Kelly a également mentionné qu'en 1998, sur la base d'un tuyau, il avait lui-même tenté d'enquêter sur les rumeurs, « mais aucun séminariste ne voulait parler ».

### Suspensea divinis
Theodore McCarrick est suspendu par le Vatican en juin 2018 après des accusations de violences contre un ancien enfant de chœur remontant à plus de 45 ans, alors qu'il était prêtre à New York. Un autre homme affirme avoir été agressé sexuellement pendant des années alors qu'il était jeune adolescent, notamment lorsqu’il se confessait. Theodore McCarrick dit n'avoir « aucun souvenir d’abus » et clame son innocence. Les diocèses du New Jersey confirment qu'il avait réglé en justice en 2004 et en 2007 deux affaires d'agressions sexuelles de mineurs. L'association Survivors Network of those Abused by Priests rappelle que McCarrick s'était opposé aux réformes des lois sur la prescription des délits d’abus sexuels, alors que Le Monde le décrit au contraire comme ayant été « particulièrement en pointe pour soutenir les mesures prises contre les prêtres pédophiles aux États-Unis ».
Le pape François accepte sa démission du collège des cardinaux le 27 juillet 2018. McCarrick est le premier cardinal, depuis Louis Billot en 1927, dont la démission, qu'elle ait été « offerte » ou exigée, est acceptée. Le 26 août, l'ancien nonce apostolique Carlo Maria Viganò dénonce sur le site National Catholic Register la protection que l'ex-cardinal américain aurait reçue de la haute hiérarchie catholique ; il affirme avoir averti François peu après son élection, mais celui-ci aurait pourtant levé une sanction infligée au prélat américain par Benoît XVI. Le texte évoque avec de « forts relents homophobes » une forme de lobby homosexuel au sein de la haute hiérarchie catholique.
L'entourage du pape dément l'existence de sanctions formelles prononcées par Benoît XVI. Le prélat canadien Marc Ouellet prend vivement la défense de François. Le conseil des neuf cardinaux (C9), initialement silencieux, promet de faire la lumière sur cette affaire, et, le 6 octobre, ordonne une enquête approfondie dans les quatre diocèses (New York, Metuchen, Newark et Washington) où McCarrick a été évêque.
Ce dernier est renvoyé de l’état clérical le 15 février 2019 par le pape François,,. Cette sanction est prise après que la Congrégation pour la doctrine de la foi l'a reconnu coupable de « sollicitation [d’actes sexuels] en confession », et pour avoir commis des violences sexuelles sur des adultes (d’anciens séminaristes) « avec la circonstance aggravante de l’abus de pouvoir ». Il est alors reclus au secret, dans une communauté.
Le Washington Post révèle en 2019 qu'il a versé plusieurs centaines de milliers de dollars en près de vingt ans à des responsables religieux, essayant même des tentatives de corruption auprès de Jean Paul II puis de Benoit XVI, et des personnes chargées d’enquêter sur les accusations le concernant. Un rapport commandé par le Vatican en 2018 et rendu public le 10 novembre 2020 conclut que McCarrick a été nommé en 2000 archevêque de Washington alors que le pape Jean Paul II était informé de ses agissements.

### Poursuites judiciaires
Le 29 juillet 2021, McCarrick est inculpé pour avoir agressé sexuellement un adolescent de 16 ans en 1974 lors d'une réception de mariage au Wellesley College dans le Massachusetts,.
Le 3 septembre 2021, McCarrick plaide non coupable devant le tribunal pénal de Dedham pour trois chefs d'attentat à la pudeur et coups et blessures résultant de l'incident présumé de 1974.
Dans un dossier judiciaire déposé au début de l'année 2023, les avocats de McCarrick ont déclaré qu'il avait subi un déclin cognitif « significatif » et « rapidement aggravé », et qu'il n'était donc pas apte à être jugé. En juin de la même année, un psychologue légiste nommé par l'État a constaté des « déficits de sa mémoire et de sa capacité à retenir des informations », et le 30 août, le tribunal a déclaré que McCarrick était mentalement inapte à être jugé.
Le 16 avril 2023, McCarrick a été inculpé pour agression sexuelle au quatrième degré concernant un incident survenu en avril 1977 près du Lake Geneva dans le Wisconsin. McCarrick aurait abusé de la victime sur une période prolongée, y compris dans une résidence au bord du Lake Geneva où il aurait touché les parties génitales de la victime,.

## Succession apostolique
Theodore McCarrick a ordonné les évêques suivants :
- Évêque James T. McHugh (en) (1988)
- Évêque John M. Smith (en) (1988)
- Évêque Michael Angelo Saltarelli (en) (1990)
- Évêque Charles James McDonnell (en) (1994)
- Évêque João José Burke (pt), O.F.M. (1995)
- Évêque Nicholas Anthony DiMarzio (1996)
- Évêque Paul Gregory Bootkoski (en) (1997)
- Évêque Vincent DePaul Breen (en) (1997)
- Évêque Arthur J. Serratelli (en) (2000)
- Évêque Francisco González Valer (en), S.F. (2002)
- Cardinal Kevin Joseph Farrell (2002)
- Évêque Martin David Holley (en) (2004)